# Centralny Obóz Pracy w Potulicach

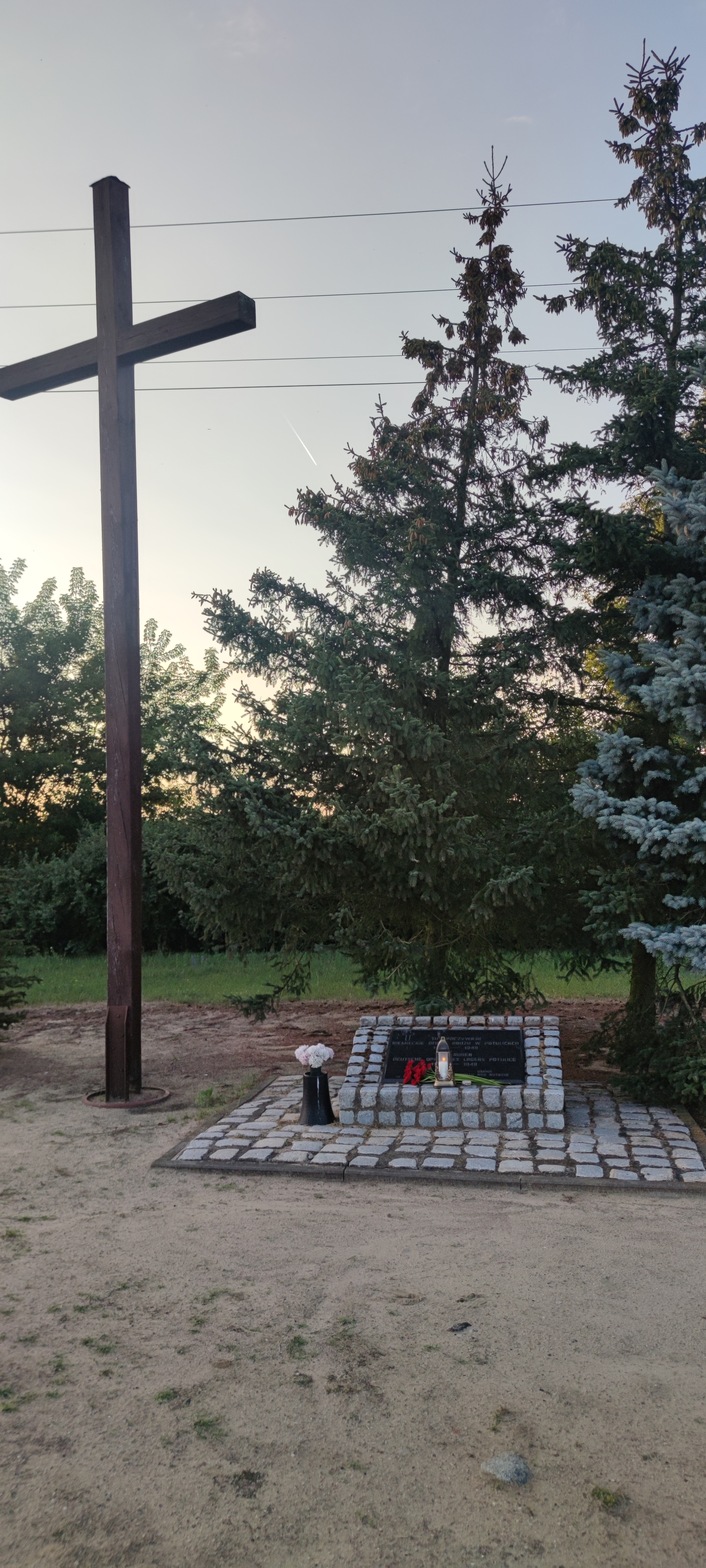
Miejsce masowej mogiły ofiar obozu

Centralny Obóz Pracy dla Niemców w Potulicach – polski obóz pracy, funkcjonujący w latach 1945–1950 w Potulicach. W okresie tym w obozie zginęło około 3500 Niemców.
Zwłoki niemieckich więźniów wrzucano za miejscowością do dołów na wyrobisku po piasku, które potem zamieniono na wysypisko śmieci.
Polski obóz został założony w miejscu funkcjonującego od 1 lutego 1941 r. niemieckiego obozu przesiedleńczego Lebrechtsdorf.